# Lasiarrhenum
Lasiarrhenum es un género de plantas con flores perteneciente a la familia Boraginaceae. Comprende 5 especies descritas y de estas, solo 3 aceptadas.

## Taxonomía
El género fue descrito por Ivan Murray Johnston y publicado en Contributions from the Gray Herbarium of Harvard University 70: 15. 1924. La especie tipo es: Lasiarrhenum strigosum (Kunth) I.M. Johnst. 

## Especies aceptadas
A continuación se brinda un listado de las especies del género Lasiarrhenum aceptadas hasta septiembre de 2013, ordenadas alfabéticamente. Para cada una se indica el nombre binomial seguido del autor, abreviado según las convenciones y usos.
- Lasiarrhenum confundum B.L. Turner
- Lasiarrhenum pinetorum I.M. Johnst.
- Lasiarrhenum trinervium (Lehm.) B.L. Turner